# 내일 (1998년 드라마)
《내일》은 대한민국의 EBS에서 1998년 2월 27일부터 1999년 2월 19일까지 방영한 청소년 드라마이다.

## 출연진

### 학생
- 김지남 - 이지원 역
- 주상욱 - 박건 역
- 김태준 - 강성진 역
- 반효진 - 엄주영 역
- 이기호 - 김명석 역
- 김동준 - 김동준 역
- 서현기 - 서현기 역
- 강소정 - 정은호 역
- 김영미 - 윤세인 역
- 박성욱 - 박성욱 역
- 서동원 - 이범석 역
- 장신애 - 도신애 역
- 이세미 - 이세미 역
- 이영준 - 이영준 역
- 강현종 - 인경주 역
- 이정 - 송어진 역
- 이범석 - 조완웅 역
- 권지혜 - 정유나 역
- 박태성
- 이정은 - 김정미 역
- 류여진 - 홍이경 역
- 김미연 - 한은비 역
- 이승아
- 노정명
- 길정화
- 이은주

### 교사
- 강인덕 - 학생주임 (지원 부) 역
- 김승환 - 담임 역
- 이아현 - 영어선생 역
- 서보경 - 남자 사감 역
- 이현정 - 여자 사감 역
- 최병학 - 제1교감 역
- 조명남 - 제2교감 역
- 정선일 - 국어선생 역

### 학부모 및 형제자매 관련 인물
- 박예숙
- 김석옥
- 김인문
- 전원주
- 이영후
- 박종설
- 이원종
- 김진구
- 김기현
- 오승명
- 박종관
- 황범식
- 연운경
- 박영태
- 안병경
- 신국
- 김원배
- 김하균
- 이근희
- 송경철
- 김응석
- 기연호
- 김형자
- 박상규
- 최은숙
- 이재포
- 정소영
- 조현철
- 김무규
- 문영미
- 한영수
- 배연정
- 정승호
- 이계인
- 이금복
- 박형준
- 백일섭
- 이숙
- 김동수
- 이덕희
- 이광기
- 김동수
- 박승대
- 정한헌
- 이희도
- 윤철형
- 손민우
- 김건호
- 홍민우
- 장광
- 박칠용
- 허기호

### 특별 출연
- 이주경 - 은숙 역
- 전미선 - 송여주 (여자 교생) 역 (제11화 봄바람 - 오월의 사랑 편)
- 전현 - 남자 교생 역 (제11화 봄바람 - 오월의 사랑 편)

## 방영 목록
| 회차 | 방송 일자        | 부제 (서브 타이틀)      |
| ---- | ---------------- | ----------------------- |
| 1화  | 1998년 3월 6일   | 바다로 가는 길목 (1)    |
| 2화  | 1998년 3월 13일  | 바다로 가는 길목 (2)    |
| 3화  | 1998년 3월 20일  | 대결 (1)                |
| 4화  | 1998년 3월 27일  | 대결 (2)                |
| 5화  | 1998년 4월 3일   | 모차르트와 살리에르     |
| 6화  | 1998년 4월 10일  | 공존의 이유             |
| 7화  | 1998년 4월 17일  | 어느날 문득             |
| 8화  | 1998년 4월 24일  | 작은거인                |
| 9화  | 1998년 5월 1일   | 오늘은 여우비           |
| 10화 | 1998년 5월 8일   | 비밀과 거짓말           |
| 11화 | 1998년 5월 15일  | 봄바람                  |
| 12화 | 1998년 5월 22일  | 내 꿈을 찾아서          |
| 13화 | 1998년 5월 29일  | 두 아이                 |
| 14화 | 1998년 6월 5일   | 꿈                      |
| 15화 | 1998년 6월 12일  | 편지                    |
| 16화 | 1998년 6월 19일  | 우리 반장은             |
| 17화 | 1998년 6월 26일  |                         |
| 18화 | 1998년 7월 3일   | 낭만파 전학생           |
| 19화 | 1998년 7월 10일  | 이유기                  |
| 20화 | 1998년 7월 17일  | 상처                    |
| 21화 | 1998년 7월 24일  |                         |
| 22화 | 1998년 7월 31일  | 언제나 영화처럼         |
| 23화 | 1998년 8월 7일   | 친구에게                |
| 24화 | 1998년 8월 14일  | 나도 너처럼             |
| 25화 | 1998년 8월 21일  | 남자는 무엇으로 사는가? |
| 26화 | 1998년 8월 28일  | 믿음에 관하여           |
| 27화 | 1998년 9월 5일   | 소유나 존재냐           |
| 28화 | 1998년 9월 12일  | 여우와 신포도           |
| 29화 | 1998년 9월 19일  | 별헤는 밤               |
| 30화 | 1998년 9월 26일  | 학교로 가는 길          |
| 31화 | 1998년 10월 3일  | 라이벌                  |
| 32화 | 1998년 10월 10일 | 한밤의 레이스           |
| 33화 | 1998년 10월 17일 | 내 마음의 풍차          |
| 34화 | 1998년 10월 24일 | 편견                    |
| 35화 | 1998년 10월 31일 | 길 위의 천사            |
| 36화 | 1998년 11월 7일  | 세인이 생각             |
| 37화 | 1998년 11월 14일 | 11월의 방황             |
| 38화 | 1998년 11월 21일 | 편애                    |
| 39화 | 1998년 11월 28일 | 음치의 사랑 노래        |
| 40화 | 1998년 12월 5일  | 시인의 꿈               |
| 41화 | 1998년 12월 12일 | 화초                    |
| 42화 | 1998년 12월 19일 | 겨울날의 동화           |
| 43화 | 1998년 12월 26일 | 이등병의 편지           |
| 44화 | 1999년 1월 2일   | 미운 오리 새끼          |
| 45화 | 1999년 1월 9일   | 유행                    |
| 46화 | 1999년 1월 16일  | 도시의 사랑             |
| 47화 | 1999년 1월 23일  | 7일간의 사랑            |
| 48화 | 1999년 1월 30일  | 마지막 동행             |
| 49화 | 1999년 2월 6일   | 여고생들의 점심시간     |
| 50화 | 1999년 2월 13일  | 고구마와 감자           |
| 51화 | 1999년 2월 20일  | 교권이냐, 학생권이냐?   |
| 52화 | 1999년 2월 27일  | 친구여, 안녕 (최종회)   |